# The Usual Suspects (film)
The Usual Suspects is een Amerikaanse misdaadfilm uit 1995 geschreven door Christopher McQuarrie en geregisseerd door Bryan Singer.
McQuarrie kreeg een Oscar voor het scenario en Spacey kreeg de Oscar voor de beste mannelijke bijrol.

## Verhaal
De film vertelt het verhaal van Roger "Verbal" Kint (Spacey), een oplichter, die door de politie verhoord wordt, en zijn ondervrager douanier David Kujan (Palminteri). Kint vertelt een verhaal over gebeurtenissen die aanleiding gaven tot een bloedbad en brand op een schip in de haven van Los Angeles, onder leiding van de machtige en duistere crimineel Keyser Söze. Door flashbacks wordt het verhaal steeds ingewikkelder als Kint probeert te vertellen waarom hij en zijn medeplichtigen op de boot waren op dat moment, maar niet alles is zoals het lijkt.

## Rolverdeling
| Acteur             | Personage                     |
| ------------------ | ----------------------------- |
| Kevin Spacey       | Roger "Verbal" Kint           |
| Gabriel Byrne      | Dean Keaton                   |
| Chazz Palminteri   | Douanier Dave Kujan           |
| Stephen Baldwin    | Michael McManus               |
| Kevin Pollak       | Todd Hockney                  |
| Benicio del Toro   | Fred Fenster                  |
| Dan Hedaya         | Sergeant Jeffrey "Jeff" Rabin |
| Pete Postlethwaite | Kobayashi                     |
| Giancarlo Esposito | FBI-agent Jack Baer           |
| Suzy Amis          | Edie Finneran                 |
| Clark Gregg        | Dokter Walters                |

## Prijzen
- Academy Awards
  - Beste mannelijke bijrol (Spacey)
  - Beste originele script (McQuarrie)
- BAFTA Awards
  - Beste film (Singer, McDonnell)
  - Beste originele script (McQuarrie)
  - Beste editing (John Ottman)

## Oorsprong titel
De titel verwijst naar een in de jaren dertig vrij gebruikelijke uitdrukking bij de politie in New York. Bij het grotere publiek heeft deze uitdrukking bekendheid gekregen door de Amerikaanse film 'Casablanca' uit 1942, waar Captain Louis Renault, de Franse prefect van de politie, de opdracht gaf "round up the usual suspects".